# Ducado de Cleveland

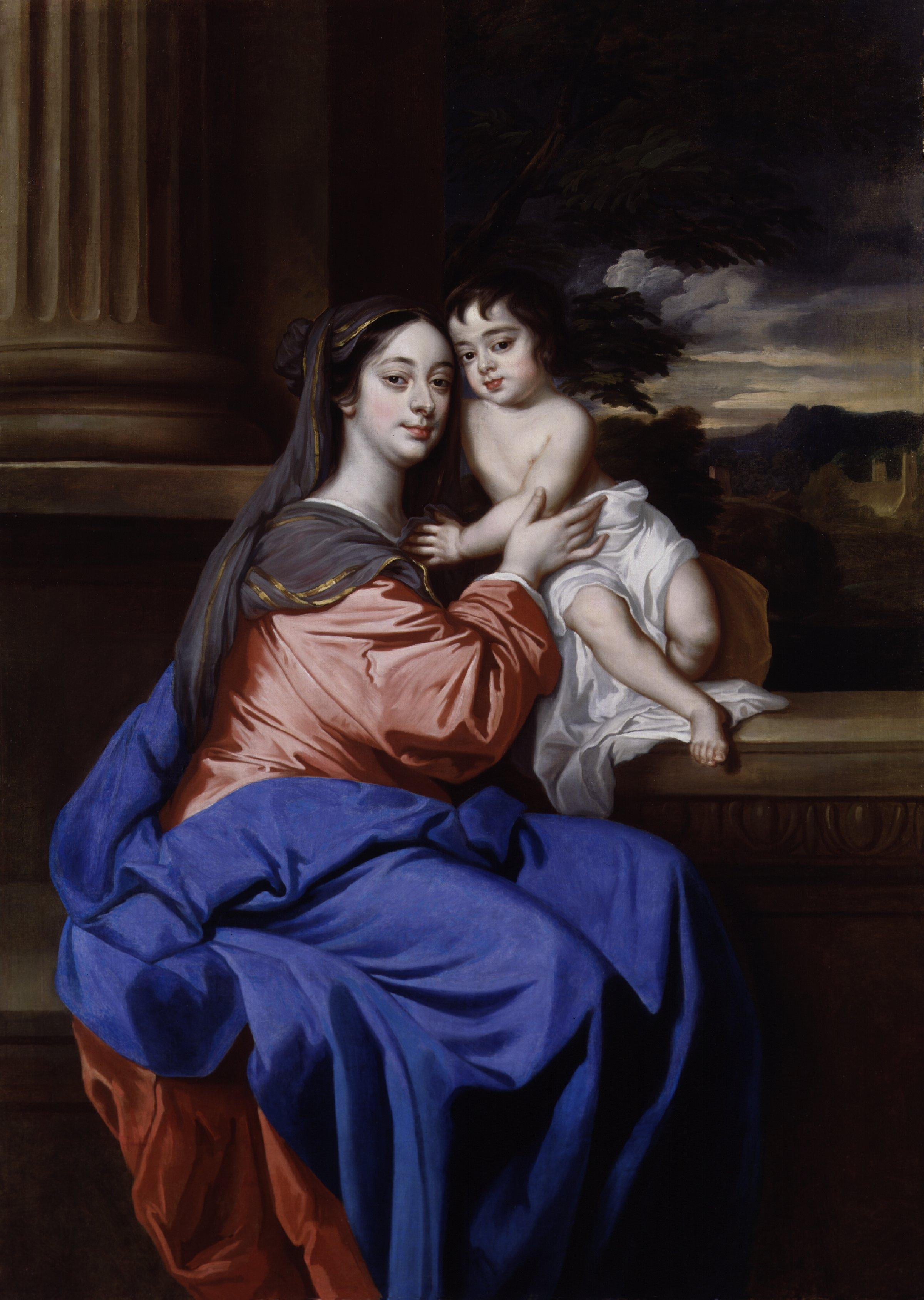
Barbara Villiers, la I duquesa de Cleveland, y su hijo, Charles FitzRoy, II duque de Cleveland.

Ducado of Cleveland es un título creado en dos ocasiones, una como pares de Inglaterra y otra como pares del Reino Unido. Debe su nombre a Cleveland, en el norte de Inglaterra.
Su primera creación fue en 1670 (junto a la baronía Nonsuch y el condado de Southampton), a favor de Barbara Castlemaine, amante de Carlos II de Inglaterra. Fue dotado de una cláusula especial por la que pudiera ser heredado por los hijos naturales de la duquesa con el rey: Charles FitzRoy y Jorge FitzRoy, I duque de Northumberland. Carlos FitzRoy fue nombrado duque de Southampton, conde de Chichester y barón de Newbury en 1675, además de heredar el ducado de Cleveland en 1709.
A la muerte sin herederos de su hijo, William, los únicos herederos eran los descendientes de su tío, Enrique Fitzroy, I duque de Grafton (m. 1690), pero como este no fue incluido con sus hermanos en la cláusula que le permitía heredar, el ducado se extinguió.
El ducado de Cleveland fue creado de nuevo en 1833 a favor de  William Vane, III conde de Darlington, junto a la baronía de Raby. Este era nieto del segundo duque, y había sido nombrado Marqués de Cleveland en 1827.

## Duques de Cleveland, primera creación(1670)
Otros títulos: Condesa de Southampton y Baronesa de Nonsuch, en el Condado de Surrey (1670)
- Barbara Palmer, I duquesa de Cleveland (1641-1709), amante de Carlos II de Inglaterra

Otros títulos:Duque de Southampton, conde de Chichester y barón de Newbury, en el condado de Berkshire (1675)
- Charles FitzRoy, II duque de Cleveland, I duque de Southampton (1662-1730), primogénito (ilegítimo) de la I duquesa y el rey Carlos
- William FitzRoy, III duque de Cleveland, II duque de Southampton (1698-1774), hijo mayor del II duque. Murió sin herederos, por lo que su título se considera extinto.

## Duques de Cleveland, segunda creación (1833)

Armas del tercer y cuarto duque.

Otros títulos: Marqués de Cleveland (1827), conde de Darlington, en el condado de Durham  y vizconde Barnard,  en el castillo de Barnard en el condado de Durham (1754), Barón Barnard, en el castillo de Barnard en el obispado de Durham (1698), Barón Raby, del Castillo de Raby en el condado de Durham (1833)
- William Vane, I duque de Cleveland (1766-1842), bisnieto del II duque anterior.
- Henry Vane, II duque de Cleveland (1788-1864), primer hijo del I duque.
- William Vane, III duque de Cleveland (1792-1864), segundo hijo del I duque.
- Harry Powlett, IV duque de Cleveland (1803-1891), hijo menor del I duque. Tras su muerte sin herederos, todos los títulos se extinguieron salvo la baronía de Barnard.

- Datos: Q2699409
- Multimedia: Dukes of Cleveland / Q2699409